# Joe Kelley
Joseph James Kelley (Cambridge, Massachusetts, 9 de diciembre de 1871-Baltimore, Maryland, 14 de agosto de 1943), más conocido como Joe Kelley, fue un jugador profesional estadounidense de béisbol que se desempeñó en la posición de jardinero izquierdo en las Grandes Ligas de Béisbol (MLB). Es miembro del Salón de la Fama del Béisbol.

## Carrera
Kelley jugó como profesional una temporada en Atlanta Braves (1891), después pasó por varios equipos, Pittsburgh Pirates (1892), Baltimore Orioles (NL) (1892-1898), Brooklyn Dodgers (1899-1901), Baltimore Orioles (AL) (1902), Cincinnati Reds (1902-1906), y finalmente, regresó a Atlanta Braves, donde jugó una temporada (1908), y fue el equipo en el que se retiró.

## Reconocimiento
En 1971, ingresó como miembro al Salón de la Fama del Béisbol.